# Верхнее Мультинское
Ве́рхнее Мульти́нское (Верхнемульти́нское о́зеро) — одно из Мультинских озёр. Его длина — 1425 м (1250 м), средняя ширина — 286 м, максимальная глубина — 47,7 м. Озеро расположено на высоте 1860 м над уровнем моря. Озеро имеет овальную форму, вытянутую с севера на юг.
Верхнее Мультинское озеро находится на территории Катунского заповедника. Температура воды в июле составляет 8 °C. Северная часть озера заболочена; южный берег — осыпь, по которой сбегает поток из карстового озера, расположенного в скале. В верхней части достигается наибольшая глубина, а наименьшая — в противоположном конце, у истоков Мульты. В чашу озера срываются 11 ручьёв с разного типа водопадами. Но среди них выделяется огромный водопад высотой 60 м.
От Верхнего Мультинского озера через перевал Норильчан высотой 2650 м можно добраться до озера Тальмень.
Выходы через перевалы с территории Катунского биосферного заповедника закрыты. Штраф в данный момент 5000 рублей.